# 2022年新潟市長選挙
2022年新潟市長選挙（2022ねんにいがたしちょうせんきょ）は2022年10月23日に投開票が行われた新潟市長を選出するための選挙。

## 概要
中原八一の任期満了（期日：2022年11月16日）に伴い執行。

## 選挙日程
- 告示日 - 2022年10月9日
- 投開票日 - 2022年10月23日

## 主な争点
- 現職の市政運営への評価[1]
- 市内中心部の活性化策[1]
- 新型コロナウイルス感染症対策[1]

## 立候補者
立候補届け出順、年齢は投票日時点。
| 氏名                         | 年齢 | 党派   | 現元新 | 職業・肩書                                        | ホームページ                           |
| ---------------------------- | ---- | ------ | ------ | ------------------------------------------------- | -------------------------------------- |
| 中原八一 （なかはら やいち） | 63   | 無所属 | 現     | 新潟市長（現職） 元参議院議員                     | 中原 八一（なかはら やいち）公式サイト |
| 鈴木映 （すずき えい）       | 35   | 無所属 | 新     | 元水処理会社社員 日本共産党新潟地区委員会常任委員 | すずき映 - Twitter                     |

## タイムライン
2021年
- 12月1日 - 新潟市選挙管理委員会が選挙日程を『告示日：2022年10月9日、投票日10月23日』と決定[3]。

2022年
- 6月6日 - 現職の中原が会見で再選へ向けて立候補を表明[4]。
- 9月22日 - 鈴木が会見で立候補を表明[5]。

## 政党・団体の対応
- 中原は政党の推薦は受けなかったが、自由民主党・公明党の地方議員などから支援を受けた[1]。
- 鈴木は党籍を持つ日本共産党のほか、社会民主党から推薦を受けた[1]。
- 立憲民主党・国民民主党・日本維新の会は特定候補を推薦・支援せず自主投票とした[1][6]。

## 選挙結果
投開票の結果、現職の中原が再選を果たした。投票率は前回を下回り過去3番目の低さとなった。
※当日有権者数：656,827人 最終投票率：32.10%（前回比：-17.73pts）
| 候補者名 | 年齢 | 所属党派 | 新旧別 | 得票数    | 得票率 | 推薦・支持                 |
| -------- | ---- | -------- | ------ | --------- | ------ | -------------------------- |
| 中原八一 | 63   | 無所属   | 現     | 151,887票 | 73.20% |                            |
| 鈴木映   | 35   | 無所属   | 新     | 55,595票  | 26.80% | 日本共産党・社会民主党推薦 |

| 区     | 中原八一 | 中原八一 | 鈴木映 | 鈴木映 |
| 区     | 得票     | %        | 得票   | %      |
| ------ | -------- | -------- | ------ | ------ |
| 合計   | 151,887  | 73.20%   | 55,595 | 26.80% |
| 北区   | 13,230   | 72.86%   | 4,929  | 27.14% |
| 東区   | 23,214   | 70.96%   | 9,501  | 29.04% |
| 中央区 | 34,106   | 72.19%   | 13,138 | 27.81% |
| 江南区 | 13,029   | 74.28%   | 4,511  | 25.72% |
| 秋葉区 | 15,246   | 72.24%   | 5,860  | 27.76% |
| 南区   | 8,331    | 75.99%   | 2,632  | 24.01% |
| 西区   | 32,966   | 75.28%   | 10,825 | 24.72% |
| 西蒲区 | 11,765   | 73.70%   | 4,199  | 26.30% |

## 備考・出典
1. 1 2 3 4 5 6  “新潟市長選挙告示 現職と新人の２人が立候補”. NHKニュース　. (2022年10月9日) 2022年10月22日閲覧。
2. ↑  日本共産党、社会民主党推薦
3. ↑  “新潟市長選、来年10月23日投開票 市選管が決定”. 新潟日報. (2021年12月1日) 2022年9月13日閲覧。
4. ↑  “新潟市長選、中原氏が再選出馬を表明”. 日本経済新聞. (2022年6月6日) 2022年9月13日閲覧。
5. ↑  茂木克信、宮坂知樹、井上充昌 (2022年9月23日). “共産・鈴木氏無所属で出馬表明　新潟市長選、選挙戦は確実”. 朝日新聞 2022年9月23日閲覧。
6. ↑  “新潟市長選挙・維新は独自候補擁立見送り　特定候補者の支援もせず”. 新潟日報. (2022年9月23日) 2022年10月22日閲覧。
7. ↑  日本放送協会. “新潟市長選｜地方選挙 | NHK選挙WEB”. www.nhk.or.jp. 2022年10月24日閲覧。